# Джаред Андерсон
Джаред Дован Андерсон (англ. Jared Dovan Anderson); нар. 16 листопада 1999, Толідо, США) — американський боксер-професіонал, який виступає у важкій ваговій категорії, дворазовий чемпіон США (2017, 2018) у важкій вазі (до 91 кг), в любителях.